# Uta Sax
Uta Sax (* 11. August 1937 in Backnang) ist eine deutsche Schauspielerin.

## Leben und Wirken
Uta Sax ist die Tochter von Hans Sax und dessen Ehefrau Ida, geb. Haller. Sie erhielt kurzzeitigen Schauspiel- und Gesangsunterricht und gab 1957 ihr Debüt am Stadttheater von Rheydt. Weitere Engagements führten sie über Oberhausen und Mannheim an das Schillertheater Berlin. Es folgten Gastspiele  u. a. am Operettenhaus Hamburg und den Hamburger Kammerspielen.
Sehr schnell wurde sie vom Fernsehen entdeckt. Gleich zu Beginn erhielt sie schon Hauptrollen, vor allem in Fernsehspielen nach literarischen Vorlagen. Unter anderem spielte sie 1962 als Agata Renni in der Pirandello-Adaption Das Vergnügen, anständig zu sein unter der Regie des Hollywood-Heimkehrers Wilhelm Dieterle, im Jahr darauf als Cleopatra an der Seite von Paul Verhoeven als Julius Caesar in der Fernsehfassung von George Bernard Shaws Caesar und Cleopatra, 1965 in der Titelrolle von Arthur Maria Rabenalts Umsetzung des Wesley Burrowes-Stücks Carrie und im selben Jahr als Lili, Titelheldin in Kurt Wilhelms Das Mädchen aus Mira nach einer Vorlage von Michael Stewart. Nach 1971 trat Uta Sax kaum mehr vor die Kamera; von ihren Spätrollen ist vor allem die der Mutter Nastassja Kinskis in Wolfgang Petersens legendärer Tatort-Folge Reifezeugnis in Erinnerung. 1983 war Uta Sax eine der Inszenatoren von Von Frauen, Hexen und Vampiren, einer Inszenierung in Berlin während der Lieder, Texte und Chansons mit Bezug zur Geschichte der Frauen und zur Magie vom Mittelalter bis in die Moderne vorgetragen wurden.
Uta Sax war bis zu seinem Tod im Jahr 2024 mit dem Schauspielerkollegen Jürgen Thormann verheiratet, mit dem sie bereits 1960 in dessen Debütfilm Empfohlenes Haus erstmals gemeinsam vor der Kamera gestanden hatte. Während der gemeinsamen Ehe, die Uta Sax selber als „sehr behütet“ bezeichnete, stand das Ehepaar mehrfach gemeinsam für Arbeiten auf der Bühne und vor der Kamera. 
Im Jahr 1974 verbrachten die beiden Schauspieler des Weiteren sechs Wochen auf den Philippinen, wo sie im Rahmen des European Drama Workshops des Goethe-Hauses mit lokalen Schauspielern und jungen Menschen in einem Kulturprojekt zusammenarbeiteten.
Uta Sax’ Schwester ist die Bildhauerin Ursula Sax.

## Filmografie (Fernsehen)
- 1959: Der Herr Ornifle
- 1959: Der blaue Strohhut
- 1960: Empfohlenes Haus
- 1961: Die Marquise von Arcis
- 1962: Das Vergnügen, anständig zu sein
- 1963: Caesar und Cleopatra
- 1964: Don Gil von den grünen Hosen
- 1965: Carrie
- 1965: Das Mädchen aus Mira
- 1966: Die Hinrichtung
- 1966: Eine kleine Harmonielehre/Wir machen Musik
- 1967: Die Marquise von Arcis
- 1967: Pauken und Trompeten
- 1967: Kabale und Liebe
- 1968: König Richard II.
- 1970: Alle Hunde lieben Theobald – Whisky und Wodka
- 1971: Die Blume von Hawaii
- 1971: Maestro der Revolution
- 1971: Frei nach Mark Twain (Portia) (Fernsehserie)
- 1976: Tatort (Folge: Reifezeugnis)
- 1978: Der Spinnenmörder
- 1983: Brückenschläge
- 1989: Tatort (Folge: Keine Tricks, Herr Bülow)